# 《财富》全球论坛
《财富》全球论坛由美国《财富》杂志1995年创办，每16到18个月在世界上选一个具有吸引力的“热门”地点举行一次，邀请全球跨国公司的董事长、总裁、首席执行官、世界知名的政治家、政府官员和经济学者参加，共同探讨全球经济所面临的问题。迄止2017年，《财富》全球论坛已举办13届。两任中共中央总书记江泽民（1999上海、2001香港）、胡锦涛（2005北京）做出了往届开幕讲话。

## 历次论坛
| 届数     | 时间                 | 地点           | 主题                             |
| -------- | -------------------- | -------------- | -------------------------------- |
| 第一届   | 1995年3月8日至10日   | 新加坡         | “同一个商业世界”                 |
| 第二届   | 1996年3月5日至7日    | 西班牙巴塞罗那 | “全球竞争新秩序”                 |
| 第三届   | 1997年3月24日至26日  | 泰國曼谷       | “保持奇迹”                       |
| 第四届   | 1998年9月23日至25日  | 匈牙利布达佩斯 | “在新的全球经济中创造财富”       |
| 第五届   | 1999年9月27日至29日  | 中国大陆上海   | “中国：未来的50年”               |
| 第六届   | 2000年6月14日至16日  | 法國巴黎       | “电子——欧洲”                     |
| 第七届   | 2001年5月8日至10日   | 香港           | “亚洲新貌”                       |
| 第八届   | 2002年11月11日至13日 | 美国华盛顿     | “领袖的力量——应对新的形势”       |
| 第九届   | 2005年5月16日至18日  | 中国大陆北京   | “中国和新的亚洲世纪”             |
| 第十届   | 2007年10月29至31日   | 印度新德里     | “操控全球经济”                   |
| 第十一届 | 2010年6月26至28日    | 南非开普敦     | “新的全球机遇”                   |
| 第十二届 | 2013年6月6日至8日    | 中国大陆成都   | “中国的新未来”                   |
| 第十三届 | 2015年11月2日至4日   | 美国三藩市     | “赢在颠覆性世纪”                 |
| 第十四届 | 2017年12月6日至8日   | 中国大陆广州   | “开放与创新：构建经济新格局”     |
| 第十五届 | 2018年10月15日至17日 | 加拿大多伦多   | “经济势在必行：让成果惠及每个人” |